# The Hilarious House of Frightenstein
The Hilarious House of Frightenstein foi uma série de televisão canadense para crianças que foi produzida pela estação independente de Hamilton (Ontário), CHCH, em 1971. Foi sindicada à estações de televisão por todo o Canadá e Estados Unidos e ocasionalmente ainda aparece hoje em alguns mercados de TV. No Canadá, a série é atualmente exibida por Space, TV Land Canada, Drive-In Classics e MTV2.